# Скандалци
Скандалци (мкд. Скандалци) су насеље у Северној Македонији, у средишњем делу државе. Скандалци су село у саставу општине Штип.

## Географија
Скандалци су смештени у средишњем делу Северне Македоније. Од најближег града, Штипа, насеље је удаљено 10 km западно.
Насеље Скандалци се налази у историјској области Серта. Насеље је положено у клисури реке Брегалнице. Око насеља се пружа голет. Надморска висина насеља је приближно 260 метара.
Месна клима је блажи облик континенталне због близине Егејског мора (жарка лета).

## Становништво
Скандалци су према последњем попису из 2002. године били без становника.
Већинско становништво били су етнички Македонци.
Претежна вероисповест месног становништва био је православље.